# 戦国時代の人物一覧 (日本)
戦国時代の人物一覧（せんごくじだいのじんぶついちらん）は、日本の戦国時代の人物の一覧。

## 朝廷

### 天皇・皇族
- 後土御門天皇
- 後柏原天皇
- 後奈良天皇
- 正親町天皇

### 公家
- 飛鳥井雅量
- 飛鳥井雅春
- 姉小路済俊
- 阿野実顕
- 一条房通
- 猪熊教利
- 今出川公彦
- 今出川晴季
- 大炊御門経名
- 大炊御門経頼
- 大炊御門頼国
- 大宮伊治
- 正親町公叙
- 正親町季秀
- 正親町三条実福
- 正親町三条公仲
- 花山院忠長
- 花山院忠輔
- 花山院政長
- 勘解由小路在富
- 烏丸光広
- 勧修寺尚顕
- 勧修寺晴豊
- 勧修寺光豊
- 甘露寺経元
- 清原宣賢
- 九条尚経
- 九条稙通
- 久世通式
- 久我晴通
- 久我敦通
- 近衛稙家
- 近衛前久
- 西園寺公朝
- 西園寺実益
- 三条公頼
- 三条西実条
- 三条西実枝
- 四条隆昌
- 持明院基規
- 持明院基久
- 薄諸光
- 清閑寺共房
- 園基任
- 高倉永家
- 鷹司忠冬
- 鷹司信房
- 高辻長雅
- 立入宗継
- 土御門有春
- 土御門久脩
- 土御門有脩
- 徳大寺公維
- 徳大寺実久
- 中院通勝
- 中御門宣胤
- 中御門資胤
- 中山孝親
- 難波宗勝
- 西洞院時慶
- 二条尹房
- 二条晴良
- 二条良豊
- 橋本公夏
- 日野輝資
- 日野内光
- 広橋兼勝
- 広橋兼秀
- 広橋国光
- 坊城俊昌
- 町資将
- 万里小路惟房
- 万里小路充房
- 柳原淳光
- 山科言継
- 山科言経
- 四辻季遠
- 冷泉為益
- 冷泉為満
- 鷲尾隆康

### 后妃
- 庭田朝子
- 勧修寺藤子
- 万里小路栄子
- 万里小路房子

## 幕府

### 室町将軍
- 足利義晴
- 足利義輝
- 足利義栄
- 足利義昭

### 室町将軍家の一族
- 足利義維
- 足利義助

### 鎌倉公方/古河公方
- 足利成氏
- 足利政氏
- 足利高基
- 足利晴氏
- 足利義氏

### 鎌倉公方/古河公方家の一族
- 足利義明
- 足利頼純
- 足利晴直
- 足利藤氏

### 堀越公方とその一族
- 足利政知
- 足利茶々丸
- 足利潤童子

### 関東管領
- 上杉顕定
- 上杉憲房
- 上杉憲寛
- 上杉憲政
- 上杉輝虎（謙信）

## 大名・家臣・国人・浪人等

### あ行

#### あ
- 相合元綱
- 相木昌朝
- 青景隆著
- 青木一重
- 青木重直
- 青地茂綱
- 青地元珍
- 青柳清長
- 青山忠門
- 青山忠成
- 青山吉次
- 赤井照景
- 赤井直正
- 赤井直義
- 赤池長任
- 赤尾清綱
- 赤尾清冬
- 赤川景弘
- 赤川就秀
- 赤川元保
- 赤座直保
- 赤沢宗伝
- 赤沢経智
- 赤塚真賢
- 明石全登
- 明石行雄
- 赤穴久清
- 赤穴光清
- 赤穴盛清
- 赤星統家
- 赤松則房
- 赤松晴政
- 赤松政範
- 赤松政元
- 赤松義祐
- 赤松義村
- 安芸国虎
- 秋上宗信
- 秋月種長
- 秋月種時
- 秋月種実
- 秋月晴種
- 秋月文種
- 秋元景朝
- 秋山虎繁（信友）
- 秋山直国
- 明智秀満
- 明智光忠
- 明智光綱
- 明智光秀
- 明智光安
- 浅井井伴
- 浅井井規
- 浅井井演
- 浅井井頼
- 浅井惟安
- 浅井亮親
- 浅井亮政
- 浅井長時
- 浅井長政
- 浅井久政
- 浅井秀信
- 浅井政貞
- 浅井政澄
- 浅井政元
- 浅井政之
- 浅井盛政
- 浅井吉政
- 朝倉孝景（7代当主）
- 朝倉孝景（10代当主）
- 朝倉義景
- 朝倉宗滴
- 朝倉景鏡
- 朝倉景健
- 浅野長勝
- 浅野長政
- 浅野幸長
- 朝比奈元智
- 朝比奈元長
- 朝比奈信置
- 朝比奈泰朝
- 朝比奈泰長
- 朝比奈泰能
- 浅見道西
- 浅利勝頼
- 浅利牛欄
- 浅利信種
- 浅利則祐
- 浅利則頼
- 浅利頼平
- 芦田信守
- 蘆田信蕃
- 蘆名盛氏
- 蘆名盛興
- 蘆名盛隆
- 蘆名義広
- 蘆野資泰
- 蘆野盛泰
- 阿蘇惟豊
- 阿蘇惟将
- 阿蘇惟種
- 安宅清康
- 安宅信康
- 安宅冬康
- 安中景繁
- 安中久繁
- 阿閉貞大
- 阿閉貞征
- 跡部勝資
- 跡部信秋
- 跡部昌忠
- 穴山信君
- 穴山信風
- 穴山信友
- 姉小路良頼
- 姉小路頼綱
- 姉小路信綱
- 姉小路秀綱
- 油川信貞
- 阿部定吉
- 阿部正勝
- 安部元真
- 安部政吉
- 鰺坂長実
- 甘糟景継
- 甘粕景持
- 天草種元
- 天草久種
- 穴山信君
- 穴山信友
- 尼子勝久
- 尼子国久
- 尼子敬久
- 尼子経久
- 尼子倫久
- 尼子豊久
- 尼子晴久
- 尼子久幸
- 尼子秀久
- 尼子誠久
- 尼子義久
- 天野興定
- 天野景貫
- 天野隆重
- 天野隆綱
- 天野隆良
- 天野元明
- 天野元信
- 天野元政
- 天野元定
- 天野康景
- 甘利虎泰
- 甘利信忠
- 甘利信康
- 天野康景
- 綾部鎮幸
- 鮎ヶ瀬実光
- 鮎川清長
- 鮎川盛長
- 荒川長実
- 荒川義広
- 荒川重世
- 荒木氏綱
- 荒木村重
- 荒木元清
- 荒尾善次
- 有馬重則
- 有馬豊氏
- 有馬則頼
- 有馬則頼
- 有馬晴純
- 有馬晴信
- 有馬義貞
- 粟屋勝久
- 粟屋元隆
- 粟屋元親
- 粟屋元通
- 粟屋元豊
- 粟屋元秀
- 安国寺恵瓊
- 安東舜季
- 安東茂季
- 安東堯季
- 安東愛季
- 安東郷氏
- 安藤直次
- 安東尋季
- 安東通季
- 跡部勝資
- 安藤守就
- 安藤直次
- 安養寺氏種

#### い
- 井伊直孝
- 井伊直親
- 井伊直政
- 井伊直満
- 井伊直盛
- 飯川光誠
- 飯沼長継
- 飯沼長実
- 飯田尊継
- 飯田元親
- 家城之清
- 伊王野資信
- 伊王野資友
- 伊木遠雄
- 乾和宣
- 乾和信
- 乾和三
- 池頼和
- 池田勝正
- 池田恒興
- 池田輝政
- 池田長正
- 池田知正
- 池田光重
- 池田三九郎
- 生駒親正
- 生駒一正
- 生口景守
- 石井信忠
- 石井忠修
- 石井信易
- 石井賢次
- 石井常延
- 石井常忠
- 石井茂清
- 石川昭光
- 石川家成
- 石川数正
- 石川清兼
- 石川高信
- 石川政信
- 石川一光
- 石口広宗
- 石黒成綱
- 石田正澄
- 石田正継
- 石田三成
- 五十公野信宗
- 伊集院忠棟
- 伊集院久治
- 泉沢久秀
- 泉山政義
- 伊勢貞興
- 伊勢貞成
- 伊丹康直
- 伊丹元扶
- 伊丹国扶
- 磯野員昌
- 板垣信方
- 板垣信憲
- 板倉勝重
- 板部岡江雪斎
- 一栗放牛
- 一条房家
- 一条政親
- 一条兼定
- 伊地知重興
- 一萬田鑑実
- 一色義幸
- 一色義道
- 一色藤長
- 一色義直
- 一色数馬
- 一色直朝
- 一町田信清
- 出浦盛清
- 井戸良弘
- 井戸宇右衛門
- 伊東祐堯
- 伊東祐青
- 伊東義益
- 伊東祐信
- 伊東義祐
- 伊東祐兵
- 伊奈忠次
- 伊奈忠政
- 伊奈昭綱
- 伊藤盛正
- 伊藤就安
- 稲垣長茂
- 稲葉良通
- 稲葉貞通
- 稲田植元
- 稲田示植
- 稲次重知
- 稲留長蔵
- 井上元兼
- 井上元光
- 井上元貞
- 井上光利
- 井上光俊
- 井上之房
- 井上頼次
- 井上吉弘
- 今泉高光
- 今川氏真
- 今川氏親
- 今川氏輝
- 今川彦五郎
- 今川義忠
- 今川義元
- 今田経高
- 今村慶満
- 芋川親正
- 入来院重朝
- 入来院重時
- 入来院重豊
- 色川盛直
- 色部顕長
- 色部勝長
- 岩井信能
- 岩城親隆
- 岩成友通
- 岩松守純
- 岩松昌純
- 岩松氏純
- 犬童頼安
- 犬童頼兄
- 猪子一時
- 猪子兵助
- 猪子一日
- 猪苗代盛国
- 猪苗代盛胤

#### う
- 宇佐美定満
- 宇留野義元
- 上杉謙信
- 上杉景信
- 上杉景勝
- 上杉景虎
- 上杉憲政
- 上田政盛
- 上田朝直
- 上田長則
- 上田重安
- 上原元将
- 魚住景固
- 瓜生貞延
- 植村氏明
- 植村家存
- 植松資久
- 植松往正
- 植村泰勝
- 上村頼孝
- 鵜殿長照
- 鵜殿長持
- 鵜殿氏長
- 鵜殿氏次
- 臼杵鎮続
- 臼井景胤
- 梅北国兼
- 梅戸高実
- 宇久純定
- 宇久純尭
- 氏家守棟
- 氏家直元
- 氏家直昌
- 氏家行広
- 氏家行継
- 牛尾久信
- 牛尾幸清
- 宇喜多能家
- 宇喜多興家
- 宇喜多直家
- 宇喜多忠家
- 宇喜多基家
- 宇喜多秀家
- 宇喜多詮家
- 宇都宮成綱
- 宇都宮忠綱
- 宇都宮興綱
- 宇都宮尚綱
- 宇都宮広綱
- 宇都宮国綱
- 宇都宮豊綱
- 宇都宮正綱 (修理太夫)
- 宇多田藤右衛門
- 浦上村宗
- 浦上政宗
- 浦上宗景
- 海野信親
- 海野輝幸
- 潮田資忠

え
- 江戸通泰
- 江戸通政
- 江戸通雅
- 江戸忠通
- 江戸重通
- 江川英元
- 江上武種
- 江上家種
- 江原親次
- 江原高次
- 江戸崎監物
- 江口光清
- 江馬時盛
- 江馬時政
- 江馬時成
- 江馬輝盛
- 江馬信盛
- 江良房栄
- 江里口信常
- 円城寺信胤
- 遠藤直経
- 遠藤俊通
- 遠藤秀清
- 遠藤盛数
- 遠藤慶隆
- 遠藤胤俊
- 遠藤胤基
- 遠藤基信
- 遠藤宗信
- 塩冶高清
- 塩冶興久
- 頴娃久音
- 頴娃久虎
- 榎本賢忠

#### お
- 大井貞隆
- 大井光忠
- 大井行満
- 大井行吉
- 大井行真
- 大井行頼
- 大井信常
- 大井田景国
- 大石定重
- 大石定仲
- 大石定久
- 大内政弘
- 大内義綱
- 大内義興
- 大内義隆
- 大内義長
- 大久保忠俊
- 大久保忠世
- 大久保忠教
- 大久保忠佐
- 大久保忠為
- 大久保忠行
- 大久保忠隣
- 大久保忠兼
- 大久保忠常
- 大久保忠員
- 大久保教隆
- 大久保長安
- 大河内秀綱
- 大河内久綱
- 大河平隆重
- 大山綱宗
- 大山光隆
- 大山幸綱
- 大沢基胤
- 大国実頼
- 大須賀康高
- 大須賀政常
- 大崎義直
- 大崎義隆
- 大島光成
- 大島光義
- 大島光政
- 大島光俊
- 大島光朝
- 大島親崇
- 大岡忠勝
- 大谷吉継
- 大場土佐
- 太田牛一
- 太田道灌
- 太田資康
- 太田資正
- 大田原資清
- 大田原綱清
- 大友義鑑
- 大友宗麟
- 大友義統
- 大村純前
- 大村純忠
- 大木兼能
- 大森藤頼
- 大野治長
- 大野治純
- 大野治胤
- 大野治房
- 大野木秀俊
- 大村純忠
- 小笠原政秀
- 小笠原信之
- 小笠原信嶺
- 小笠原信貴
- 小笠原貞朝
- 小笠原貞慶
- 小笠原長棟
- 小笠原長高
- 小笠原長巨
- 小笠原秀清
- 小笠原清広
- 小笠原長雄
- 小笠原長旌
- 小笠原元枝
- 小笠原千代童丸
- 小笠原良忠
- 小笠原義時
- 岡家利
- 岡越前守
- 岡部元信
- 岡部親綱
- 岡部隆景
- 岡部長盛
- 岡見治資
- 岡見治広
- 岡見宗治
- 刑部経貞
- 奥田直純
- 奥田秀種
- 奥平貞勝
- 奥平貞能
- 奥平信昌
- 奥山朝利
- 奥村永福
- 奥村栄明
- 奥村易英
- 大関高増
- 大関宗増
- 小原鎮実
- 小倉実房
- 小倉松寿
- 小里光明
- 小河信章
- 織田勝長
- 織田達勝
- 織田長益
- 織田信澄
- 織田信勝
- 織田信雄
- 織田信包
- 織田信孝
- 織田信忠
- 織田信友
- 織田信長
- 織田信秀
- 織田信光
- 織田信安
- 織田信張
- 織田信治
- 織田信康
- 織田信弌
- 織田信時
- 織田秀信
- 織田順元
- 織田忠寛
- 織田頼長
- 小田政治
- 小田政光
- 小田氏治
- 越智家栄
- 小野寺稙道
- 小野寺景道
- 小野寺義道
- 小幡憲重
- 小幡信貞
- 小幡昌盛
- 小幡信真
- 飯富虎昌
- 小川祐滋
- 小川長資
- 鬼庭綱元
- 小山高朝
- 小山秀綱
- 小山田信有 (越中守)
- 小山田信有 (出羽守)
- 小山田信有 (弥三郎)
- 小山田信茂
- 小山田昌成

### か行

#### か
- 香川春継
- 香川親和
- 香川之景
- 香川元景
- 甲斐親直
- 甲斐親宣
- 甲斐親英
- 海北綱親
- 柿崎景家
- 蠣崎季広
- 柿崎晴家
- 蠣崎基広
- 柿並隆正
- 加久見左衛門
- 片桐且元
- 片倉景綱
- 片倉重長
- 加藤清正
- 加藤重次
- 加藤嘉明
- 葛西晴胤
- 葛西晴信
- 笠原清繁
- 笠原信為
- 笠原政尭
- 笠間綱家
- 笠間幹綱
- 梶原政景
- 春日虎綱（高坂昌信）
- 桂元澄
- 糟屋武則
- 鎌原重春
- 鎌田政近
- 鎌田政虎
- 鎌田政冨
- 鎌田政年
- 戒能通森
- 金上盛備
- 金光宗高
- 金丸筑前守
- 金井秀景
- 神余親綱
- 金森長近
- 可児吉長
- 兼重元宣
- 兼重元鎮
- 狩野一庵
- 蒲池鑑久
- 蒲池鑑盛
- 蒲池鎮漣
- 亀井茲矩
- 蒲生賢秀
- 蒲生氏郷
- 蒲生郷可
- 蒲生定秀
- 蒲生秀行
- 唐人親広
- 河合吉統
- 河合宣久
- 川勝継氏
- 川勝広継
- 川上忠堅
- 川上忠智
- 川上久朗
- 川上久利
- 川井忠遠
- 川副常重
- 川副久盛
- 川手良則
- 上領頼規
- 上山広信
- 上遠野盛秀
- 上別府宮内少輔
- 加賀井重望
- 菅達長
- 河田長親
- 河崎祐長
- 川田義朗
- 河野通春
- 河野通宣 (刑部大輔)
- 河野通宣 (左京大夫)
- 河野通直 (弾正少弼)
- 河野通直 (伊予守)
- 神戸具盛

#### き
- 菊池義武
- 菊池則直
- 木沢長政
- 木脇祐昌
- 木曾義康
- 木曾義昌
- 木村由信
- 木村清久
- 木村吉清
- 木村重茲
- 木山紹宅
- 木山正親
- 北就勝
- 北秀愛
- 北信愛
- 北信景
- 北楯利長
- 貴田孫兵衛
- 北畠晴具
- 北畠具教
- 北畠具房
- 北畠具親
- 北畠親成
- 北之川親安
- 岸田忠氏
- 喜入久道
- 喜入季久
- 喜多見勝忠
- 吉川国経
- 吉川元経
- 吉川経家
- 吉川経世
- 吉川経安
- 吉川経典
- 吉川興経
- 吉川元春
- 吉川元長
- 吉川広家
- 吉川平介
- 木下秀規
- 木下家定
- 木下俊定
- 木下勝俊
- 木下延俊
- 木下重堅
- 木下頼継
- 木下祐久
- 木下吉隆
- 木下雅楽助
- 木下弥右衛門
- 木付鎮直
- 木村重成
- 肝付兼興
- 肝付兼続
- 肝付兼篤
- 肝付兼護
- 肝付兼寛
- 肝付兼三
- 肝付兼盛
- 肝付兼幸
- 肝付兼演
- 京極高清
- 京極高吉
- 京極高次
- 京極高知
- 京極高延
- 吉良持清
- 吉良持広
- 吉良義信
- 吉良義元
- 吉良義堯
- 吉良義郷
- 吉良義安
- 吉良義昭
- 吉良親貞
- 吉良親実
- 桐生助綱
- 桐生親綱
- 桐山信行
- 弓徳左近
- 清田鎮忠

#### く
- 久野宗能
- 久米義広
- 日下部定好
- 口羽通良
- 来島通総
- 来島長親
- 草刈景継
- 草刈重継
- 草刈衡継
- 草野直清
- 櫛橋伊定
- 櫛引清長
- 九戸政実
- 九戸実親
- 九戸信仲
- 熊谷直清
- 熊谷信直
- 熊谷広真
- 熊谷高直
- 熊谷元直
- 国司元武
- 国司元相
- 国司元蔵
- 国重就正
- 国重信正
- 国重元恒
- 栗山利安
- 九鬼嘉隆
- 朽木元綱
- 来島通総
- 車斯忠
- 黒木家永
- 黒川景氏
- 黒川晴氏
- 黒田重隆
- 黒田職隆
- 黒田孝高
- 黒田利高
- 黒田利則
- 黒田忠之
- 黒田熊之助
- 黒田長政
- 黒田一成
- 黒木家永
- 黒岩種直
- 口羽通良
- 口羽春良
- 朽網鑑康
- 朽網親満
- 朽木晴綱
- 朽木元綱
- 倉町信俊
- 神代勝利
- 神代長良
- 神代貴茂
- 九鬼澄隆
- 九鬼嘉隆
- 九鬼守隆
- 楠木正具
- 楠木正虎
- 桑山一直
- 桑山一重
- 桑山元晴
- 桑山貞晴
- 桑山重晴

#### け
- 毛馬内秀範
- 毛馬内政次
- 玄広恵探

#### こ
- 高坂昌信→春日虎綱
- 高力正長
- 高力清長

- 香宗我部親泰
- 桑折景長
- 桑折宗長
- 小島職鎮
- 小島弥太郎
- 小寺政職
- 小寺氏職
- 小岩盛親
- 後藤勝基
- 後藤家信
- 後藤貴明
- 後藤基次
- 児玉就方
- 児玉就光
- 児玉就英
- 児玉就忠
- 児玉元良
- 児玉元村
- 児玉元次
- 児玉元茂
- 児玉春種
- 小西行長
- 近藤康用
- 近藤秀用
- 小早川正平
- 小早川繁平
- 小早川興景
- 小早川隆景
- 小早川秀秋
- 小早川秀包
- 駒井政武
- 駒井政直
- 小堀政一
- 小宮山友晴
- 籠谷政高
- 祁答院良重

### さ行

#### さ
- 西園寺実充
- 西園寺公広
- 西園寺宣久
- 斎京村隆
- 西郷正員
- 西郷康員
- 西郷正勝
- 西郷元正
- 西郷清員
- 西郷家員
- 西郷義勝
- 西郷正友
- 三枝昌貞
- 斎藤朝信
- 斎藤鎮実
- 斎藤徳元
- 斎藤利賢
- 斎藤利三
- 斎藤利宗
- 斎藤妙椿
- 斎藤妙純
- 斎藤利親
- 斎藤又四郎
- 斎藤彦四郎
- 斎藤利良
- 斎藤利茂
- 斎藤道三
- 斎藤義龍
- 斎藤龍興
- 斎藤利堯
- 斎藤利治
- 斎藤正義
- 斎藤信利
- 斎藤信吉
- 斎藤兵部少輔
- 才間河内守
- 斎村政広
- 佐伯惟治
- 佐伯惟教
- 佐伯惟真
- 佐伯惟定
- 三枝守友
- 三枝虎吉
- 三枝昌吉
- 坂広秋
- 坂広明
- 坂広時
- 坂広秀
- 坂元祐
- 坂元貞
- 坂井大膳
- 坂井政尚
- 坂井尚恒
- 坂井越中守
- 酒井信政
- 酒井氏治
- 酒井氏盛
- 酒井氏吉
- 酒井忠勝
- 酒井忠尚
- 酒井忠次
- 酒井忠世
- 酒井家次
- 酒井正親
- 酒井重忠
- 酒井忠利
- 酒井定隆
- 酒井胤治
- 坂木磯八
- 榊原清政
- 榊原康政
- 榊原忠長
- 相良正任
- 相良武任
- 相良為続
- 相良長毎
- 相良義滋
- 相良長隆
- 相良長祗
- 相良長定
- 相良晴広
- 相良義陽
- 相良頼貞
- 相良忠房
- 相良長泰
- 相良長続
- 相良頼泰
- 相良長泰
- 相良治頼
- 佐久間信盛
- 佐久間盛重
- 佐久間盛重 (久六)
- 佐久間盛次
- 佐久間盛政
- 佐久間安政
- 佐久間信辰
- 佐久間信実
- 佐久山義隆
- 桜井吉晴
- 桜田元親
- 桜庭直綱
- 鮭延秀綱
- 座光寺為時
- 佐治信方
- 佐治一成
- 佐治日向守
- 刺賀長信
- 佐世清宗
- 佐世正勝
- 佐世元嘉
- 佐武義昌
- 佐瀬種常
- 佐田九郎左衛門
- 佐多忠増
- 佐多久政
- 佐多久慶
- 佐竹義治
- 佐竹義舜
- 佐竹義篤
- 佐竹義昭
- 佐竹義重
- 佐竹義武
- 佐竹義信
- 佐竹義宣
- 佐竹義住
- 佐竹義廉
- 佐竹親直
- 佐竹政義
- 佐竹義堅
- 佐竹義久
- 佐竹義斯
- 佐竹義憲
- 佐竹義里
- 佐竹義尚
- 佐竹義種
- 佐々政次
- 佐々孫介
- 佐々成政
- 佐々長穐
- 佐々平左衛門
- 佐藤忠能
- 佐藤好信
- 佐藤為信
- 佐藤良信
- 佐藤清信
- 佐藤信則
- 佐藤秀方
- 佐藤方政
- 佐藤忠秀
- 佐土原遠江守
- 里見成義
- 里見義通
- 里見実堯
- 里見義豊
- 里見義堯
- 里見義弘
- 里見義頼
- 里見義重
- 里見義康
- 里村隆兼
- 真田頼昌
- 真田幸隆
- 真田信綱
- 真田綱吉
- 真田昌輝
- 真田昌幸
- 真田信尹
- 真田信倍
- 真田信繁
- 真田信之
- 真田清鏡
- 佐野綱正
- 佐野秀綱
- 佐野泰綱
- 佐野豊綱
- 佐野昌綱
- 佐野宗綱
- 佐野房綱
- 佐波隆秀
- 佐牟田長堅
- 猿渡信光
- 佐脇良之
- 寒川元家
- 寒川元政
- 寒川元隣
- 寒川光永
- 三宝寺勝蔵
- 山本寺定長
- 山本寺景長

#### し
- 椎津行憲
- 椎名慶胤
- 椎名長常
- 椎名康胤
- 塩田政繁
- 塩川長満
- 塩谷隆綱
- 塩谷孝綱
- 塩谷義孝
- 塩谷孝信
- 塩谷義通
- 塩屋秋貞
- 志賀親守
- 志賀親度
- 志賀親次
- 四釜隆秀
- 四宮源蔵
- 志岐鎮経
- 敷地藤安
- 敷根頼元
- 敷名元範
- 執行種兼
- 志道広良
- 志道元保
- 志道元勝
- 宍甘太郎兵衛
- 宍甘太郎右衛門
- 宍戸元家
- 宍戸元源
- 宍戸隆忠
- 宍戸隆家
- 宍戸元秀
- 宍戸元続
- 宍戸景好
- 宍戸広匡
- 宍戸就尚
- 雫石詮貞
- 雫石久詮
- 鎮目惟明
- 司箭院興仙
- 志駄義秀
- 下平吉長
- 下方貞清
- 設楽貞通
- 七条兼仲
- 七里頼周
- 七戸家国
- 品川将員
- 信太範貞
- 篠原長政
- 篠原長房
- 篠原佐吉兵衛
- 篠原自遁
- 篠原右京
- 篠原長秀
- 篠原右近
- 篠原一孝
- 斯波義統
- 斯波義銀
- 斯波詮高
- 斯波経詮
- 斯波詮真
- 斯波詮直
- 斯波詮国
- 柴田勝義
- 柴田勝家
- 柴田勝敏
- 柴田宗義
- 柴田紹安
- 柴田礼能
- 柴田康忠
- 新発田綱貞
- 新発田長敦
- 新発田重家
- 新発田治時
- 渋江政光
- 渋川尹繁
- 渋川尭顕
- 渋川政実
- 渋川義長
- 渋川義鏡
- 渋川義陸
- 渋川義正
- 渋川義満
- 渋田見盛家
- 島親益
- 島吉利
- 島津家久
- 島田秀満
- 島津立久
- 島津忠昌
- 島津忠治
- 島津忠隆
- 島津忠良
- 島津歳久
- 島津実久
- 島津勝久
- 島津貴久
- 島津義久
- 島津義弘
- 島津義虎
- 島津忠辰
- 島津忠隣
- 島津忠清
- 島津忠親
- 島津朝久
- 島津久賀
- 島津忠恒
- 島津忠直
- 島津忠長 (宮之城家)
- 島津忠長 (播磨家)
- 島津忠之
- 島津忠広 (豊州家)
- 島津豊久
- 島津彰久
- 島津久保
- 島津安久
- 島津忠将
- 島津尚久
- 島津以久
- 島津運久
- 島清興
- 島村盛実
- 清水宗知
- 清水宗治
- 清水景治
- 清水吉政
- 清水吉広
- 清水康英
- 清水義氏
- 清水義親
- 志村光安
- 下秀久
- 下条信氏
- 下条信正
- 下田広氏
- 下間頼慶
- 下間真頼
- 下間頼龍
- 下間頼廉
- 下間頼照
- 下間頼秀
- 下間頼盛
- 下間頼旦
- 下間頼純
- 下間仲孝
- 下瀬頼郷
- 荘元祐
- 上条定憲
- 上条政繁
- 少弐政資
- 少弐高経
- 少弐資元
- 少弐冬尚
- 少弐政興
- 少弐元盛
- 庄林一心
- 白江成定
- 白江権左衛門
- 白井賢胤
- 白井胤治
- 白石永仙
- 白石宗実
- 新開実綱
- 白鳥長久
- 新宮行朝
- 神西元通
- 宍道隆慶
- 宍道政慶
- 新庄直昌
- 新庄直頼
- 新庄直忠
- 新庄直定
- 新見正勝
- 秦泉寺豊後
- 進藤貞治
- 進藤賢盛
- 神保長誠
- 神保慶宗
- 神保長職
- 神保長住
- 神保長城
- 神保相茂
- 神保氏張

#### す
- 水原親清
- 水原親憲
- 陶弘房
- 陶弘護
- 陶興房
- 陶武護
- 陶晴賢
- 陶長房
- 陶貞明
- 陶鶴寿丸
- 陶隆康
- 陶隆弘
- 陶隆満
- 末次元康
- 洲賀才蔵
- 菅沼定則
- 菅沼定村
- 菅沼定盈
- 菅沼定仍
- 菅沼定利
- 菅沼忠久
- 菅沼正貞
- 菅沼定継
- 菅屋長頼
- 杉興運
- 杉興相
- 杉重輔
- 杉重矩
- 杉重良
- 杉隆宣
- 杉隆泰
- 杉武明
- 杉弘相
- 杉元相
- 杉元宣
- 杉元良
- 杉江勘兵衛
- 杉之坊照算
- 杉原定利
- 杉原家次
- 杉原長房
- 杉原長氏
- 杉原盛重
- 杉原元盛
- 杉原景盛
- 杉原重政
- 杉目直宗
- 椙杜隆康
- 椙杜元縁
- 菅谷勝貞
- 菅谷政貞
- 菅谷範政
- 鈴木久三郎
- 鈴木重意
- 鈴木重兼
- 鈴木重秀
- 鈴木重朝
- 鈴木重泰
- 鈴木孫一
- 鈴木重時
- 鈴木重好
- 鈴木重辰
- 鈴木重則
- 鈴木元信
- 薄田兼相
- 須田満親
- 須田満胤
- 須田長義
- 須田信頼
- 須田盛秀
- 須田秀広
- 須田頼隆
- 首藤鑑続
- 角南重義
- 角南友行
- 春原惣左衛門
- 栖本鎮通
- 栖本親高
- 諏訪頼満
- 諏訪頼隆
- 諏訪満隣
- 諏訪満隆
- 諏訪頼重
- 諏訪頼高
- 諏訪頼豊
- 諏訪頼忠

#### せ
- 関成重
- 関成政
- 関長尚
- 関武兵衛
- 関盛信
- 関一政
- 関口親永
- 瀬戸方久
- 瀬戸口重為
- 瀬名一秀
- 瀬名氏貞
- 瀬名氏俊
- 瀬名信輝
- 瀬名政勝
- 瀬上景康
- 仙石秀久
- 仙石秀範
- 仙石久忠
- 仙石久勝
- 千本資俊
- 千本資勝
- 千本資政
- 千本義隆
- 千本義定
- 千徳政氏
- 末近内蔵助

#### そ
- 宗晴康
- 宗義智
- 宗義調
- 相馬高胤
- 相馬盛胤
- 相馬顕胤
- 相馬盛胤 (十五代当主)
- 相馬義胤
- 相馬隆胤
- 相馬治胤
- 相馬胤晴
- 相馬整胤
- 相馬秀胤
- 副田吉成
- 十河景滋
- 十河一存
- 十河存保
- 十河千松丸
- 十河存英
- 十河存之
- 曽根虎長
- 曽根昌世
- 曽根縄長
- 曽根周防守
- 園田実明
- 祖式友兼
- 祖父江道印
- 祖父江勘左衛門
- 祖父江一秀

### た行

#### た
- 太原雪斎
- 大掾清幹
- 大藤信基
- 大藤秀信
- 大藤政信
- 大道寺重時
- 大道寺盛昌
- 大道寺周勝
- 大道寺資親
- 大道寺政繁
- 大道寺直次
- 田結庄是義
- 大宝寺晴時
- 大宝寺義増
- 大宝寺義氏
- 大宝寺義興
- 大宝寺義勝
- 多賀秀種
- 高井胤永
- 高岡宗弼
- 高柿信久
- 高河原貞盛
- 高河原家盛
- 高木鑑房
- 高木清秀
- 高木広正
- 高木正次
- 高木正成
- 高木盛兼
- 高城胤吉
- 高城胤辰
- 高城胤則
- 高島正澄
- 高玉常頼
- 高遠頼継
- 高遠頼宗
- 高梨政高
- 高梨政盛
- 高梨澄頼
- 高梨清秀
- 高梨政頼
- 高梨秀政
- 高梨頼治
- 高梨頼親
- 高森惟直
- 高野越中
- 高橋鑑種
- 高橋元種
- 高橋久光
- 高橋弘厚
- 高橋興光
- 高橋氏高
- 高橋景業
- 高橋高種
- 高橋長種
- 高橋紹運
- 高畠定吉
- 高畠長直
- 多賀谷重経
- 多賀谷三経
- 多賀谷政広
- 高山右近
- 滝川資清
- 滝川益氏
- 滝川益重
- 滝川一益
- 田北鑑生
- 田北鎮周
- 滝野吉政
- 田公高家
- 多久安順
- 武井夕庵
- 竹内惣右衛門
- 竹内久盛
- 竹田永翁
- 竹田津鎮満
- 武田信昌
- 武田信縄
- 武田信虎
- 武田信玄
- 武田義信
- 武田信之
- 武田勝頼
- 武田信勝
- 武田勝親
- 武田信繁
- 武田信廉
- 武田信友
- 武田信豊 (甲斐武田氏)
- 武田信澄
- 武田信顕
- 武田信堯
- 武田信栄
- 武田信賢
- 武田信広
- 武田国信
- 武田信親
- 武田元信
- 武田元光
- 武田信豊 (若狭武田氏)
- 武田義統
- 武田信方
- 武田信景 (若狭武田氏)
- 武田元明
- 武田豊信
- 武田元綱
- 武田元繁
- 武田光和
- 武田信実
- 武田信重 (安芸武田氏)
- 武田信高
- 武田高信
- 武田助信
- 武田信清
- 竹中重元
- 竹中重治
- 竹中重矩
- 竹中重利
- 竹貫重光
- 竹俣清綱
- 竹俣昌綱
- 竹股慶綱
- 竹俣利綱
- 竹村嘉理
- 竹森次貞
- 武光忠棟
- 多功長朝
- 多功房興
- 多功綱朝
- 多功朝継
- 多功綱賀
- 多功綱継
- 多功秀朝
- 多胡辰敬
- 建部光重
- 田坂義詮
- 田尻鑑種
- 多田春正
- 多田三八郎
- 踏鞴戸平兵衛
- 立花鑑載
- 立花道雪
- 立花宗茂
- 立原久綱
- 伊達尚宗
- 伊達稙宗
- 伊達晴宗
- 伊達実元
- 伊達輝宗
- 伊達房実
- 伊達成実
- 伊達政宗
- 伊達秀宗
- 田中吉政
- 楯岡光直
- 楯岡満茂
- 蓼沼泰重
- 蓼沼友重
- 谷忠澄
- 谷衛友
- 種子島恵時
- 種子島時尭
- 種子島時次
- 種子島久時
- 田原親賢
- 玉置直和
- 玉置永直
- 玉木吉保
- 玉目丹波守
- 田丸直昌
- 田宮長勝
- 田村義顕
- 田村顕頼
- 田村隆顕
- 田村隆顕
- 田村顕盛
- 田村清顕
- 田村氏顕
- 田村宗顕
- 多目元忠
- 田屋明政
- 団忠正
- 丹下盛賢
- 淡輪重政

#### ち
- 千賀重親
- 千坂景親
- 千々石直員
- 千葉興常
- 千葉輔胤
- 千葉孝胤
- 千葉勝胤
- 千葉昌胤
- 千葉利胤
- 千葉親胤
- 千葉胤富
- 千葉良胤
- 千葉邦胤
- 千葉重胤
- 千葉直重
- 千葉直胤
- 千葉胤連
- 千葉胤頼
- 千村良重
- 中条家忠
- 中馬重方
- 帖佐宗光
- 長寿院盛淳
- 長宗我部元門
- 長宗我部雄親
- 長宗我部兼序
- 長宗我部国親
- 長宗我部元親
- 長宗我部信親
- 長宗我部盛親
- 長宗我部親吉
- 長宗我部右近大夫
- 長続連
- 長綱連
- 長連龍
- 長好連
- 長沼三徳
- 長沼藤治兵衛

#### つ
- 津川義冬
- 津川近利
- 津川辰珍
- 津川近治
- 津軽為信
- 津村秀門
- 筑紫満門
- 筑紫惟門
- 筑紫広門
- 佃十成
- 柘植保重
- 柘植清広
- 柘植正俊
- 辻重勝
- 辻久吉
- 津田算長
- 津田算正
- 津田清幽
- 津田武永
- 津田盛月
- 津田信任
- 津田信澄
- 津田信成
- 津田秀政
- 津田正勝
- 津田勝良
- 津軽為信
- 津軽信建
- 津軽信堅
- 土橋守重
- 土持親成
- 土持親信
- 土持久綱
- 土持信村
- 土持久助
- 土持盈信
- 土持政綱
- 土持頼綱
- 土屋昌続
- 土屋昌恒
- 土屋忠直
- 筒井順尊
- 筒井順賢
- 筒井順興
- 筒井順昭
- 筒井順政
- 筒井順国
- 筒井順慶
- 筒井定次
- 筒井定慶
- 筒井順斎
- 筒井慶之
- 都築秀綱
- 津野親忠
- 角隈石宗
- 坪井元政
- 坪内利定
- 都野家頼
- 妻木広忠
- 妻木頼忠
- 妻木貞徳
- 津森幸俊
- 津山甚内

#### て
- 手嶋景繁
- 寺尾太郎左衛門
- 寺崎盛永
- 寺沢広高
- 寺島長資
- 寺島職定
- 寺島盛徳
- 寺西秀則
- 寺村重友
- 天童頼貞
- 天童頼澄

#### と
- 土居清宗
- 土居清良
- 土肥助次郎
- 土肥政繁
- 土肥親真
- 土居宗珊
- 問田隆盛
- 東郷重治
- 東郷重弘
- 東禅寺義長
- 東禅寺勝正
- 藤堂高虎
- 藤堂高吉
- 藤堂高刑
- 藤堂虎高
- 藤堂高則
- 藤堂高刑
- 十市遠清
- 十市遠治
- 十市遠忠
- 十市遠長
- 十市遠勝
- 十時惟忠
- 遠矢良賢
- 遠山景任
- 遠山景行
- 遠山利景
- 遠山直景
- 遠山綱景
- 遠山政景
- 遠山直景 (左衛門大夫)
- 遠山直廉
- 遠山友勝
- 遠山友忠
- 遠山友政
- 遠山康英
- 富樫泰高
- 富樫政親
- 富樫幸千代
- 富樫稙泰
- 富樫泰俊
- 富樫晴貞
- 富樫家俊
- 富樫豊弘
- 戸川秀安
- 戸川達安
- 土岐定政
- 土岐政房
- 土岐元頼
- 土岐頼武
- 土岐頼純
- 土岐頼芸
- 土岐頼次
- 土岐頼元
- 土岐治頼
- 土岐為頼
- 常田隆永
- 常田俊綱
- 得居通幸
- 徳島胤順
- 徳永寿昌
- 徳山則秀
- 徳川家康
- 徳川秀忠
- 徳川信康
- 土佐林禅棟
- 戸沢忠盛
- 戸沢秀盛
- 戸沢道盛
- 戸沢盛重
- 戸沢盛安
- 戸沢惣助
- 豊島休心
- 利光宗魚
- 富田景政
- 富田重政
- 戸田勝成
- 戸田宗光
- 戸田憲光
- 戸田政光
- 戸田宣成
- 戸田康光
- 戸田光忠
- 戸田忠次
- 戸田勝則
- 戸田宣光
- 戸田重貞
- 戸田忠重
- 戸田重政
- 戸田一西
- 戸田勝隆
- 戸田勝成
- 戸田内記
- 土田政久
- 百々綱家
- 十時連貞
- 富岡秀高
- 富沢基光
- 富田一白
- 富田長繁
- 富田隆実
- 富永山随
- 富永忠安
- 富永忠元
- 富永直勝
- 朝長純安
- 伴野貞祥
- 豊臣秀吉
- 豊臣秀頼
- 豊臣秀次
- 豊臣秀長
- 豊臣秀勝
- 豊臣秀保
- 鳥居景近
- 鳥居元忠
- 鳥居忠吉
- 鳥居忠広
- 鳥居忠政
- 鳥居強右衛門
- 鳥屋尾満栄
- 鳥山精俊

### な行

#### な
- 内藤勝介
- 内藤清成
- 内藤国貞
- 内藤宗勝
- 内藤如安
- 内藤弘矩
- 内藤弘春
- 内藤興盛
- 内藤隆春
- 内藤義清
- 内藤清長
- 内藤家長
- 内藤政長
- 内藤信成
- 内藤元種
- 内藤昌豊
- 内藤昌月
- 内藤正成
- 内藤隆世
- 内藤国貞
- 内藤綱秀
- 直江景綱
- 直江信綱
- 直江兼続
- 長井利安
- 長井利隆
- 長井長弘
- 長井道利
- 長井元保
- 永井直勝
- 永原一照
- 中井久包
- 永池筑後
- 中浦純吉
- 長尾忠景
- 長尾景春
- 長尾景人
- 長尾定景
- 長尾景長
- 長尾房清
- 長尾景英
- 長尾顕景
- 長尾景誠
- 長尾憲景
- 長尾景孝
- 長尾輝景
- 長尾景広
- 長尾景房
- 長尾能景
- 長尾為景
- 長尾晴景
- 長尾景康
- 長尾景隆
- 長尾房長
- 長尾政景
- 長尾顕方
- 長尾景秀
- 長尾房景
- 長尾当長
- 長尾顕長
- 長尾景直
- 長尾一勝
- 中川清秀
- 中川秀政
- 中川重政
- 中川光重
- 中間統胤
- 長倉祐省
- 長倉伴九郎
- 長坂信政
- 長坂信宅
- 長坂光堅
- 長坂昌国
- 長崎純景
- 長崎通常
- 長崎元家
- 長屋吉忠
- 中里実次
- 長沢光国
- 中島氏種
- 中島宗求
- 中島可之助
- 中島正時
- 中島元行
- 中条藤資
- 中条景資
- 中条景泰
- 中条三盛
- 長門広益
- 長瀞義保
- 中根正照
- 長野藤継
- 長野藤直
- 長野通藤
- 長野稙藤
- 長野藤定
- 長野具藤
- 長野憲業
- 長野業正
- 長野業盛
- 中野宗時
- 中野義時
- 中坊秀祐
- 長束正家
- 長船貞親
- 中畠晴常
- 中畠晴辰
- 中畠晴時
- 中原善左衛門
- 中原木工允
- 中村豊重
- 中村国重
- 中村一栄
- 中村一氏
- 中村次郎兵衛
- 中安定安
- 中山家範
- 中山勝時
- 中山勝政
- 永山義在
- 名古屋山三郎
- 奈古屋元堯
- 奈古屋元忠
- 奈古屋元賀
- 奈佐日本之介
- 梨子羽宣平
- 那須氏資
- 那須明資
- 那須資親
- 那須資永
- 那須資重
- 那須資持
- 那須資実
- 那須資房
- 那須政資
- 那須高資
- 那須資胤
- 那須資郡
- 那須資晴
- 奈多鑑基
- 夏目吉信
- 鍋島勝茂
- 鍋島清久
- 鍋島清房
- 鍋島信房
- 鍋島直茂
- 鍋島茂里
- 鍋島茂賢
- 浪岡具永
- 浪岡具統
- 浪岡具運
- 浪岡顕村
- 奈良原質
- 楢村玄正
- 成田正等
- 成田顕泰
- 成田親泰
- 成田長泰
- 成田氏長
- 成田泰親
- 成田泰季
- 成田長親
- 成田道徳
- 成富茂安
- 成松信勝
- 成富信種
- 成瀬正頼
- 成瀬正義
- 成瀬正一
- 成瀬正成
- 成瀬吉正
- 成瀬正武
- 名和顕忠
- 名和武顕
- 南条宗勝
- 南条元続
- 南条元忠
- 南条元秋
- 南条信正
- 南条信光
- 南条梅堂
- 南条国清
- 南条広継
- 南条隆信
- 南部信時
- 南部信直
- 南部信義
- 南部政康
- 南部安信
- 南部晴政
- 南部晴継
- 南部宗秀
- 難波田憲重
- 難波田隼人正
- 難波田憲次

#### に
- 新井田隆景
- 新田政盛
- 新津勝資
- 新津秀祐
- 新関久正
- 新納伊豆守
- 新納忠勝
- 新納祐久
- 新納忠元
- 新納忠堯
- 新納忠増
- 新納忠澄
- 新納康久
- 新納久饒
- 新納旅庵
- 二階堂行詮
- 二階堂晴行
- 二階堂照行
- 二階堂盛義
- 二階堂行親
- 二階堂行栄
- 西尾光教
- 西尾教次
- 西尾吉次
- 西尾嘉教
- 西尾利氏
- 仁科盛国
- 仁科盛能
- 仁科盛康
- 仁科盛政
- 仁科盛信
- 仁科信基
- 仁保隆慰
- 蜷川親世
- 蜷川親長
- 二宮俊実
- 二宮就辰
- 二宮春久
- 二本松家泰
- 二本松政国
- 二本松村国
- 二本松持重
- 二本松義氏
- 二本松義国
- 二本松義継
- 二本松義綱
- 入田親誠
- 入田義実
- 乳井建清
- 丹羽長秀
- 丹羽長重
- 丹羽長正
- 丹羽秀重
- 丹羽氏清
- 丹羽氏識
- 丹羽氏勝
- 丹羽氏次
- 丹羽氏重
- 丹羽氏資

#### ぬ
- 温井総貞
- 温井続宗
- 温井景隆
- 沼田顕泰
- 沼田景義
- 沼本房家
- 布下豊明

#### ね
- 禰寝清年
- 禰寝重長
- 禰津元直
- 根津政直

#### の
- 野一色助義
- 納富信景
- 野上房忠
- 能勢頼吉
- 野中重政
- 野田景範
- 野々村正成
- 野々村幸成
- 野々山頼兼
- 野々山政兼
- 延沢満延
- 野間資持
- 野間長前
- 野間隆実
- 乃美隆興
- 乃美宗勝
- 野村直隆
- 野村松綱

### は行

#### は
- 垪和氏続
- 垪和康忠
- 芳賀高益
- 芳賀景高
- 芳賀高勝
- 芳賀高孝
- 芳賀高経
- 芳賀高照
- 芳賀高継
- 芳賀高武
- 芳賀高定
- 波川清宗
- 箸尾高春
- 初鹿根伝右衛門
- 初鹿野忠次
- 初鹿野信昌
- 支倉時正
- 支倉常長
- 波多親
- 橋口泰重
- 畠山家俊
- 畠山政長
- 畠山尚順
- 畠山稙長
- 畠山長経
- 畠山義統
- 畠山政国
- 畠山高政
- 畠山昭高
- 畠山政尚
- 畠山義就
- 畠山政国 (総州家)
- 畠山義豊
- 畠山義英
- 畠山義堯
- 畠山在氏
- 畠山尚誠
- 畠山義総
- 畠山義続
- 畠山義綱
- 畠山義春
- 畠山義慶
- 畠山義隆
- 畠山春王丸
- 波多野元清
- 波多野秀忠
- 波多野元秀
- 波多野秀治
- 波多野秀香
- 波多野秀尚
- 波多野宗高
- 波多野宗長
- 蜂須賀家政
- 蜂須賀正利
- 蜂須賀正勝
- 蜂須賀正元
- 蜂塚右衛門尉
- 八戸政栄
- 八幡原元直
- 蜂屋貞次
- 蜂屋頼隆
- 服部一忠
- 服部正成
- 服部正就
- 服部保長
- 花房正幸
- 花房正成
- 花房職秀
- 馬場虎貞
- 馬場信春
- 馬場昌房
- 馬場八左衛門
- 馬場職家
- 馬場頼周
- 浜尾行泰
- 浜田景隆
- 浜田善右衛門
- 浜田広綱
- 浜田経重
- 林通安
- 林秀貞
- 林秀貞
- 林通政
- 林通具
- 林就長
- 林元善
- 林忠満
- 林一吉
- 孕石元泰
- 原昌俊
- 原昌胤
- 原昌栄
- 原昌弘
- 原貞胤
- 原虎胤
- 原盛胤
- 原虎吉
- 原胤清
- 原親幹
- 原胤貞
- 原胤栄
- 原胤義
- 原田隆種
- 原田信種
- 原田嘉種
- 針生盛信
- 針生盛幸
- 塙直之

#### ひ
- 比江山親興
- 比志島国貞
- 東条信広
- 東根頼景
- 東政勝
- 東直義
- 樋口兼豊
- 樋口直房
- 樋口定次
- 久武親信
- 久松俊勝
- 久松信俊
- 久光満重
- 土方雄久
- 尾藤知宣
- 人見藤道
- 一柳可遊
- 一柳直末
- 日根野弘就
- 日根野高吉
- 日比野六大夫
- 百武賢兼
- 平井定武
- 平井経治
- 平岡房実
- 平岡通倚
- 平岡直房
- 平岡頼勝
- 平賀玄信
- 平賀隆保
- 平賀広相
- 平賀元相
- 平佐就之
- 平田舜範
- 平田増宗
- 平岩元重
- 平岩親吉
- 平塚為広
- 平手久秀
- 平手汎秀
- 平手政秀
- 平林正恒
- 弘中隆兼
- 弘中隆助
- 弘中方明
- 土方雄久

#### ふ
- 風魔小太郎
- 深尾重良
- 深尾重忠
- 深沢利重
- 深瀬隆兼
- 深水長智
- 深水頼蔵
- 深谷顕衡
- 深井好秀
- 福岡干孝
- 福島正信
- 福島正則
- 福田兼次
- 福田忠兼
- 福田盛雅
- 福田民部少輔
- 福間信治
- 福間堯明
- 福間元明
- 福間元道
- 福間元之
- 福富秀勝
- 福留親政
- 福留儀重
- 福永祐炳
- 福永祐友
- 福原貞俊
- 福原広俊
- 福原助就
- 福原資孝
- 福原資広
- 福原資保
- 福山茲正
- 藤生善久
- 富士信忠
- 富士信通
- 藤方朝成
- 藤沢頼親
- 藤田康邦
- 藤田信吉
- 藤丸勝俊
- 藤原弘綱
- 二木重高
- 船越景直
- 古市澄胤
- 古厩盛兼
- 古田重然
- 不破光治
- 不破直光
- 不破重則
- 不破万作

#### へ
- 日置忠勝
- 戸次親家
- 戸次親行
- 戸次親延
- 戸次延常
- 戸次鑑方
- 戸次鎮連
- 戸次統常
- 別所林治
- 別所就治
- 別所安治
- 別所吉親
- 別所重宗
- 別所長治
- 別所友之
- 別所治定
- 戸波親武
- 逸見祥仙
- 逸見昌経

#### ほ
- 穂井田元清
- 北条早雲
- 北条氏綱
- 北条氏時
- 北条幻庵
- 北条氏政
- 北条氏直
- 北条氏規
- 北条氏邦
- 北条氏照
- 北条氏康
- 北条氏尭
- 北条為昌
- 北条綱重
- 北条綱高
- 北条綱成
- 北条康種
- 法華津前延
- 保科正俊
- 保科正直
- 保科正光
- 細川勝久
- 細川勝之
- 細川勝元
- 細川持隆（氏之）
- 細川真之
- 細川成春
- 細川尚春
- 細川成之
- 細川政之
- 細川政元
- 細川義春
- 細川之持
- 細川政元
- 細川澄之
- 細川澄元
- 細川高国
- 細川高基
- 細川忠興
- 細川晴国
- 細川稙国
- 細川通董
- 細川晴元
- 細川昭元
- 細川元勝
- 細川持春
- 細川政国
- 細川政賢
- 細川尹賢
- 細川氏綱
- 細川藤賢
- 細川藤孝
- 細川輝経
- 細川元有
- 細川元常
- 細川直元
- 細野藤光
- 細野藤敦
- 保土原行藤
- 波々伯部宗量
- 堀秀重
- 堀秀政
- 堀秀治
- 堀直政
- 堀直寄
- 堀元積
- 堀秀村
- 堀江景用
- 堀江景忠
- 堀江宗親
- 堀江頼忠
- 堀尾泰晴
- 堀尾吉晴
- 堀尾忠氏
- 堀内氏善
- 北郷忠相
- 北郷時久
- 北郷相久
- 北郷忠虎
- 北郷三久
- 北郷数久
- 本庄時長
- 本庄房長
- 本庄繁長
- 本庄顕長
- 本庄為明
- 本庄将明
- 本庄実明
- 本庄実乃
- 本庄秀綱
- 本庄宗正
- 本庄実忠
- 本庄近朝
- 本城常光
- 本多重次
- 本多忠高
- 本多忠真
- 本多忠俊
- 本多忠勝
- 本多忠豊
- 本多忠政
- 本多忠朝
- 本多忠次
- 本多信俊
- 本多俊政
- 本多広孝
- 本多康俊
- 本多康重
- 本多正重
- 本多正信
- 本多正純
- 本多政重
- 本多広孝
- 本間近江守
- 本間高統

### ま行

#### ま
- 前田利春
- 前田玄以
- 前田利家
- 前田利長
- 前田利益
- 前野長康
- 前野忠康
- 前野景定
- 前波景定
- 前波景当
- 前波吉継
- 真壁治幹
- 真壁宗幹
- 真壁久幹
- 真壁氏幹
- 真壁義幹
- 真柄直隆
- 真柄直澄
- 真柄隆基
- 真木朝親
- 牧長義
- 牧良長
- 牧国信
- 牧村利貞
- 牧野古白
- 牧野成勝
- 牧野貞成
- 牧野成定
- 牧野信成
- 牧野保成
- 牧野久仲
- 牧野康成 (石戸領主)
- 牧野康成 (大胡藩主)
- 牧村牛之助
- 正木通綱
- 正木時茂 (正木時綱子)
- 正木信茂
- 正木時茂 (里見義頼子)
- 正木時忠
- 正木時通
- 正木頼忠
- 正木憲時
- 益子勝清
- 益子勝家
- 益子勝宗
- 益子安宗
- 益子家宗
- 益子重綱
- 益田兼堯
- 益田貞兼
- 益田宗兼
- 益田尹兼
- 益田藤兼
- 益田元祥
- 増田長盛
- 斑目広基
- 松井貞宗
- 松井信薫
- 松井宗信 (左衛門佐)
- 松井宗恒
- 松井宗直
- 松井康之
- 松浦久信 (伊勢国井生城主)
- 松浦久信 (平戸藩主)
- 松浦興信
- 松浦隆信
- 松浦鎮信
- 松浦親
- 松尾信是
- 松倉重政
- 松下長則
- 松田七郎左衛門
- 松田盛秀
- 松田康長
- 松田康郷
- 松田元成
- 松田元藤
- 松田元陸
- 松田元盛
- 松田元輝
- 松田元賢
- 松田元脩
- 松田誠保
- 松平信光
- 松平親忠
- 松平長親
- 松平信忠
- 松平清康
- 松平広忠
- 松平守家
- 松平守親
- 松平親善
- 松平清善
- 松平清宗
- 松平与副
- 松平貞副
- 松平親忠 (形原松平家)
- 松平家広 (形原松平家)
- 松平家忠 (形原松平家)
- 松平家忠
- 松平家信
- 松平光重
- 松平親貞 (大草松平家)
- 松平昌安
- 松平昌久 (大草松平家)
- 松平三光 (大草松平家)
- 松平正親 (大草松平家)
- 松平忠景
- 松平元心
- 松平信長
- 松平忠次
- 松平景忠
- 松平伊昌
- 松平忠定
- 松平忠吉
- 松平好景
- 松平伊忠
- 松平光親
- 松平重親
- 松平重吉
- 松平親則
- 松平親益
- 松平親清
- 松平勝宗
- 松平一忠
- 松平親広
- 松平政忠
- 松平康忠
- 松平親長 (岩津家)
- 松平乗元
- 松平乗正
- 松平乗勝
- 松平親乗
- 松平真乗
- 松平家乗
- 松平親清
- 松平乗清 (滝脇松平家)
- 松平乗遠 (滝脇松平家)
- 松平乗高 (滝脇松平家)
- 松平乗次 (滝脇松平家)
- 松平正貞 (滝脇松平家)
- 松平親盛
- 松平親次 (福釜松平家)
- 松平親次 (福釜松平家)
- 松平親俊 (福釜松平家)
- 松平康親 (福釜松平家)
- 松平信定
- 松平清定
- 松平家次
- 松平定勝
- 松平忠正
- 松平忠吉 (桜井松平家)
- 松平家広
- 松平義春
- 松平忠茂
- 松平家忠 (東条松平家)
- 松平利長
- 松平信一
- 松平信孝
- 松平康孝
- 松平康忠
- 松平康親
- 松平之綱
- 松永久秀
- 松永久通
- 松永長頼
- 松波義親
- 松野篤通
- 松野一忠
- 松野資通
- 松野綱高
- 松野政通
- 松原内匠
- 松本氏輔
- 松山重治
- 間宮康俊
- 真里谷朝信
- 真里谷信興
- 真里谷信勝
- 真里谷恕鑑
- 真里谷信隆
- 真里谷信政
- 真里谷信応
- 真里谷全方
- 丸目頼美
- 丸目長恵
- 丸毛兼利
- 丸毛光兼
- 丸山土佐守
- 丸山盛慶
- 万見重元

#### み
- 三浦貞久
- 三浦貞盛
- 三浦貞広
- 三浦貞勝
- 三浦桃寿丸
- 三浦房清
- 三浦正俊
- 三浦高救
- 三浦義同
- 三浦義意
- 三浦義就
- 三上経実
- 三木直頼
- 三木自綱
- 三木通秋
- 右田弘詮
- 右田隆次
- 三雲定持
- 三雲賢持
- 三雲成持
- 三沢為虎
- 御宿友綱
- 御宿政綱
- 水谷胤重
- 水野勝成
- 水野忠政
- 水野忠守
- 水野忠重
- 水野忠分
- 水野分長
- 水野重央
- 水野近守
- 水野信元
- 水野信近
- 水谷正村
- 水谷勝俊
- 三田氏宗
- 三田綱秀
- 三段崎為之
- 三井弥一郎
- 三木顕綱
- 三木国綱
- 光永秀時
- 三淵晴員
- 三淵藤英
- 三淵秋豪
- 三淵光行
- 三戸景道
- 三刀屋久扶
- 三刀屋宗忠
- 南方就正
- 南盛義
- 三原紹心
- 皆川俊宗
- 皆川広勝
- 皆川広照
- 壬生綱重
- 壬生綱房
- 壬生綱雄
- 壬生義雄
- 壬生徳雪斎
- 三村宗親
- 三村家親
- 三村親成
- 三村元親
- 三村元範
- 三村長親
- 溝口秀勝
- 溝口宣勝
- 溝口善勝
- 溝口貞泰
- 溝井義信
- 宮川房長
- 宮城政業
- 三宅長盛
- 宮崎隆親
- 宮庄経友
- 宮原景種
- 宮原義照
- 宮原景晴
- 宮部継潤
- 宮部長房
- 宮部宗治
- 三好之長
- 三好長秀
- 三好元長
- 三好康長
- 三好長慶
- 三好実休
- 三好長治
- 三好義興
- 三好義資
- 三好義継
- 三好長逸
- 三好長虎
- 三好政長
- 三好政康
- 三好政勝

#### む
- 椋梨弘平
- 武藤舜秀
- 武藤友益
- 宗像氏男
- 宗像氏隆
- 宗像正氏
- 宗像氏貞
- 武茂兼綱
- 武茂守綱
- 武茂豊綱
- 武鑓重信
- 向井正重
- 向井正綱
- 村井貞勝
- 村井貞成
- 村井長頼
- 村井長次
- 村井清次
- 村井宗信
- 村尾重侯
- 村尾重昌
- 村尾重良
- 村上義清
- 村上義忠
- 村上隆重
- 村上勝重
- 村上武吉
- 村上元吉
- 村上景親
- 村上景広
- 村上吉充
- 村上通康
- 村上亮康
- 村上綱清
- 村田吉次
- 村越直吉
- 室賀信俊
- 室賀正武
- 胸形義利

#### め
- 妻鹿田新助
- 妻鹿田長三郎
- 米良長門守
- 米良重方
- 米良矩重
- 米良祐次
- 毛受勝照
- 妻鳥采女

#### も
- 毛利勝信
- 毛利勝永
- 毛利弘元
- 毛利興元
- 毛利幸松丸
- 毛利元就
- 毛利隆元
- 毛利元秋
- 毛利輝元
- 毛利秀元
- 毛利元氏
- 毛利秀広
- 毛利高政
- 毛利良勝
- 裳懸景利
- 最上義秋
- 最上満氏
- 最上義淳
- 最上義定
- 最上義守
- 最上義光
- 望月昌頼
- 望月信雅
- 望月信頼
- 望月信永
- 望月新六
- 本田家吉
- 本田親商
- 本山茂辰
- 本山親茂
- 本山茂宗
- 籾井教業
- 百田藤兵衛
- 母里友信
- 森忠政
- 森長可
- 森可行
- 森可成
- 森可政
- 森元村
- 森村春
- 森好之
- 森蘭丸
- 森岡信元
- 森岡為治
- 森田浄雲
- 森寺長貞
- 森本一久
- 守屋俊重
- 森山季定
- 室住虎光
- 問註所統景

### や行

#### や
- 矢加部国広
- 柳生宗厳
- 柳生宗矩
- 薬師寺元一
- 薬師寺長忠
- 薬師寺国長
- 薬師寺国盛
- 薬丸兼将
- 薬丸兼成
- 矢沢頼綱
- 矢島満安
- 屋代正国
- 弥助
- 安田広春
- 安田景元
- 安田顕元
- 安田能元
- 安田長秀
- 安田有重
- 安田国継
- 保田知宗
- 安富元家
- 安富盛定
- 安見宗房
- 矢田野義正
- 梁川宗清
- 柳川調信
- 柳沢信俊
- 柳沢元政
- 柳本賢治
- 簗田成助
- 簗田政助
- 簗田高助
- 簗田晴助
- 簗田政綱
- 矢野国村
- 山内盛豊
- 山内一豊
- 山浦景国
- 山岡景之
- 山岡景佐
- 山岡景隆
- 山岡景宗
- 山岡景友
- 山岡景猶
- 山角康定
- 山県重秋
- 山県昌景
- 山口重政
- 山口常成
- 山口教継
- 山口教吉
- 山口直友
- 山口宗永
- 山崎興盛
- 山崎片家
- 山崎秀仙
- 山崎新平
- 山崎吉家
- 山崎長徳
- 山村良利
- 山路正国
- 山路弾正
- 山川晴重
- 山田勝盛
- 山田有信
- 山田重直
- 山田新左衛門
- 山田辰業
- 山田宗昌
- 山高親之
- 山名氏豊
- 山名宗全
- 山名理興
- 山名政豊
- 山名致豊
- 山名誠豊
- 山名祐豊
- 山名豊弘
- 山中豊国
- 山中長俊
- 山名藤幸
- 山名堯熙
- 山中貞幸
- 山中満幸
- 山中信直
- 山中幸高
- 山中幸満
- 山中幸盛
- 山内直通
- 山内一豊
- 山内隆通
- 山家昌治
- 山本貞幸
- 山本光幸
- 山本菅助（勘助、初代菅助）
- 山本菅助（二代菅助、勘蔵信供）
- 山本十左衛門尉
- 山本平一
- 山本康忠
- 山吉能盛
- 山吉政久
- 山吉豊守
- 山吉景長
- 山岸尚家
- 山家公頼

#### ゆ
- 湯惟宗
- 湯浅宗貞
- 湯浅五助
- 結城政朝
- 結城政直
- 結城政勝
- 結城晴朝
- 結城晴綱
- 結城義綱
- 結城明朝
- 結城秀康
- 湯川直光
- 湯川直春
- 行松正盛
- 遊佐秀頼
- 遊佐続光
- 遊佐盛光
- 遊佐長教
- 遊佐高清
- 遊佐信教
- 湯地定時
- 柚木崎正家
- 湯原春綱
- 湯原宗綱
- 由布惟信
- 由良成繁
- 由良貞繁
- 由良国繁

#### よ
- 横道秀綱
- 横瀬国繁
- 横瀬成繁
- 横瀬景繁
- 横瀬泰繁
- 横田高松
- 横田康景
- 横田村詮
- 横田綱維
- 横田維業
- 横田弥業
- 横田茂業
- 横田業通
- 横岳資誠
- 横山長隆
- 横山義祐
- 吉江資堅
- 吉江宗信
- 吉江景資
- 吉岡定勝
- 吉岡長増
- 吉田孝頼
- 吉田重俊
- 吉田連正
- 吉利忠澄
- 吉原元親
- 吉弘鑑理
- 吉弘統幸
- 吉弘統貞
- 吉弘鎮信
- 吉松十左衛門
- 吉見信頼
- 吉見頼興
- 吉見正頼
- 吉見広頼
- 吉見隆頼
- 吉満久張
- 依田信蕃
- 依田康国
- 米津常春
- 米津政信
- 米津正勝
- 米原綱寛
- 米倉忠継

### ら行

#### ら
- 楽巌寺雅方

#### り
- 李家元宥
- 龍崎道輔
- 龍造寺鑑兼
- 龍造寺家氏
- 龍造寺家和
- 龍造寺家門
- 龍造寺家兼
- 龍造寺家純
- 龍造寺家就
- 龍造寺家晴
- 龍造寺胤家
- 龍造寺胤和
- 龍造寺胤久
- 龍造寺胤栄
- 龍造寺周家
- 龍造寺隆信
- 龍造寺高房
- 龍造寺長信
- 龍造寺信周
- 龍造寺政家
- 龍造寺康家
- 龍造寺康房

#### る
- 留守顕宗
- 留守景宗
- 留守政景

#### れ
- 冷泉隆豊
- 冷泉元豊
- 冷泉元満

#### ろ
- 六郷政乗
- 六郷道行
- 六角氏綱
- 六角定頼
- 六角高頼
- 六角義賢
- 六角義郷
- 六角義実
- 六角義治
- 六角義秀
- 六角義定

### わ行

#### わ
- 若槻清尚
- 若林鎮興
- 若宮友興
- 脇坂安治
- 脇坂安元
- 分部光嘉
- 分部光勝
- 和田惟政
- 和田信維
- 和田業繁
- 和田定利
- 渡瀬繁詮
- 和田昭為
- 渡辺了
- 渡辺雲州
- 渡辺糺
- 渡辺信濃
- 渡辺教忠
- 渡辺守綱
- 渡辺重綱
- 渡辺勝
- 渡辺通
- 亘理宗隆
- 亘理重宗
- 亘理元宗
- 和智誠春
- 和賀忠親
- 和知直頼
- 割ヶ嶽図書介

## 女性

### あ
- 浅井蔵屋
- 浅井三姉妹
- 油川夫人
- 足利氏姫
- 朝日殿
- 姉小路済子
- 綾木大方
- 阿南姫
- 饗庭局

### い
- 井伊直虎
- 市場姫
- 市川局
- 出雲阿国
- 市場姫
- 飯坂の局
- 池田せん
- 伊勢姫
- 一の台
- 一之臺 (種子島氏)
- 犬山殿

### う
- 内海照日

### え
- 栄輪院
- 園光院
- 円珠尼
- 円信院殿
- 円融院

### お
- お市の方
- お犬の方
- 黄梅院 (北条氏政正室)
- 大井の方
- 大政所
- 大宮姫 (大内義興の娘)
- 奥山ひよ
- おさい
- 尾崎殿
- 尾崎局
- お船の方
- 於大の方
- お田鶴の方（椿姫）
- おつやの方
- 阿南姫
- 小野お通
- 小野殿（阿古御料）
- 小幡殿
- 於フ子
- 小見の方
- 尾崎局
- 御南
- 於フ子
- 小見の方

### か
- 花舜夫人
- 海津局
- 片倉喜多
- 勝子
- 含笑院
- 蒲池徳子（徳姫）

### き
- 菊姫 (上杉景勝正室)（甲斐御寮人）
- 菊姫 (宗像氏)
- 北川殿
- 吉川夫人 (尼子経久室)
- 恭雲院
- 教光院如春尼
- 京極竜子
- 京極マリア

### く
- 櫛橋光
- くす (京極竜子の侍女)
- 久保姫
- くらの方

### け
- 慶誾尼
- 慶寿院
- 慶寿院鎮永尼
- 桂峯院
- 月静院
- 華陽院（於富の方）
- 見性院 (山内一豊室)
- 見性院 (穴山梅雪正室)

### こ
- 高台院
- 広徳院御新造
- 小少将
- 小松姫
- 五龍局
- 芳春院

### さ
- 西郷局
- 斎藤秀龍側室
- 三条の方

### し
- 慈光院
- 島津常盤
- 下山殿
- 秋悦院
- 寿桂尼
- 珠光
- 昌安見久尼
- 青岳尼
- 定恵院
- 常高院
- 浄光院
- 信松尼
- 新庄局
- 信徳院
- 神保・稲葉夫人
- 真竜院
- 常高院（浅井初）
- 信松尼（松姫）

### す
- 瑞雲院 (足利高基室)
- 瑞渓院
- 随念院
- 崇源院（浅井江）
- 杉大方
- 諏訪御料人

### せ
- 清円院
- 青岩院（虎御前）
- 積翠院
- 善応院
- 仙桃院
- 雪窓夫人
- 絶姫

### そ
- 相応院

### た
- 大匠院
- 大頂院
- 高瀬姫
- 多劫姫
- 立花誾千代

### ち
- 智雲院
- 長慶院
- 趙州院
- 長勝院
- 長生院
- 長齢院

### つ
- 築山殿
- 津田出雲守室
- 妻木煕子
- 鶴姫

### て
- 天遊永寿

### と
- 問田大方
- 洞松院
- 土田御前

### な
- 苗木勘太郎室
- 中の丸
- 奈多夫人
- 七曲殿 (北条氏繁正室)
- 七曲殿 (浅野長勝の妻)
- 南呂院

### に
- 日秀尼
- 丹羽氏勝継室

### ぬ
- 沼田麝香

### ね
- 禰津御寮人
- 禰々

### の
- 乃夫殿
- 乃美大方

### は
- 初音姫
- 早川殿

### ひ
- 東坊城松子
- 東向殿
- 彦姫

### ほ
- 法秀院 (山内一豊母)
- 芳春院
- 北条夫人
- 細川ガラシャ

### ま
- 真木花藻
- 万里小路貞子

### み
- 南の局
- 妙印尼
- 妙玖
- 妙向尼
- 妙寿尼
- 妙林尼
- 深芳野 (斎藤道三側室)

### む
- 宗像色姫

### め
- 愛姫

### も
- 望月千代女
- 元親夫人

### や
- 安 (山本貞幸の妻)
- 安井御前
- 山手殿

### ゆ
- 祐椿尼

### よ
- 養珠院殿
- 陽泰院
- 養徳院
- 義姫
- 淀殿（浅井茶々）

### り
- 理慶尼
- 龍勝院

### れ
- 嶺松院

### わ
- 若狭 (八板清定女)
- 若政所

## 商人・茶人・宗教・文化人・武芸者・その他
- 安楽庵策伝
- 伊丹師親
- 井関次郎左衛門
- 浦上久松丸
- 英俊
- 円如
- 円也
- 王直
- 加藤清忠
- 加藤段蔵
- 快川紹喜
- 海北友松
- 覚栄
- 覚恕法親王
- 角行 (富士講)
- 蒲庵古渓
- 感誉存貞
- 観世宗節
- 観世長俊
- 希菴玄密
- 吉川千法師
- 吉和義兼
- 教如
- 尭慧
- 曲直瀬正琳
- 金春禅鳳
- 空源
- 景轍玄蘇
- 建部隆勝
- 顕幸
- 顕尊
- 顕如
- 玄宥
- 虎角
- 虎岩玄隆
- 虎哉宗乙
- 御薗夢分斎
- 幸阿弥長晏
- 江月宗玩
- 荒木田守武
- 高天神兼明
- 鴻池直文
- 豪円
- 国友善兵衛
- 今井宗久
- 今井宗薫
- 佐野縫殿右衛門尉
- 策彦周良
- 三要元佶
- 山上宗二
- 慈昌
- 実賢
- 実悟
- 実孝
- 実従
- 実順
- 実如
- 芝辻清右衛門
- 守矢頼真
- 狩野永徳
- 狩野宗秀
- 狩野松栄
- 周伯恵雍
- 宗祇
- 宗碩
- 宗長
- 宗牧
- 宗養
- 春屋宗園
- 准尊
- 准如
- 順如
- 松木珪琳
- 証意
- 証如
- 乗阿
- 杉谷善住坊
- 西笑承兌
- 西村道仁
- 青地与右衛門
- 赤津三郎左衛門
- 千幸兵衛
- 千道安
- 千利休
- 善鬼
- 曽呂利新左衛門
- 曽呂利惣八
- 村田珠光
- 大賀宗九
- 大村由己
- 大友塩市丸
- 大林宗套
- 竹阿弥
- 長谷川等伯
- 鳥居引拙
- 坪内石斎
- 笛彦兵衛
- 伝為晃運
- 田中与兵衛
- 土佐光吉
- 土佐光元
- 土佐光信
- 土佐光茂
- 島井宗室
- 道残
- 道澄
- 銅屋新右衛門
- 呑竜
- 南浦文之
- 南村梅軒
- 尼子吉久
- 尼子常久
- 日我
- 日経
- 日現
- 日主
- 日重
- 日禎
- 日淵
- 忍者
- 梅村良澤
- 八板金兵衛
- 飛鳥井雅綱
- 武田犬千代
- 武野宗瓦
- 武野紹鴎
- 北向道陳
- 北高全祝
- 卜半斎了珍
- 堀川国広
- 埋忠明寿
- 末吉孫左衛門
- 万里集九
- 木食応其
- 友野氏
- 友野宗善
- 宥義
- 里村紹巴
- 林宗二
- 鈴木一蔵
- 鈴木孫一
- 蓮芸
- 蓮綱
- 蓮秀
- 蓮如
- 呂宋助左衛門
- 丿貫
- 神屋宗湛
- 神龍院梵舜
- 隆達
- アレッサンドロ・ヴァリニャーノ
- ガスパル・ヴィレラ
- ガスパル西
- ガスパール・コエリョ
- グネッキ・ソルディ・オルガンティノ
- グレゴリオ・デ・セスペデス
- コスメ・デ・トーレス
- ジョバンニ・ニコラオ
- ディエゴ喜斎
- フランシスコ・カブラル
- フランシスコ・ザビエル
- ヤジロウ
- ルイス・ソテロ
- ルイス・デ・アルメイダ
- ルイス・フロイス
- ロレンソ了斎
- 伊東マンショ
- 原マルティノ
- 山田長政
- 千々石ミゲル
- 中浦ジュリアン
- 田付景澄
- 藤原惺窩
- 弥助
- 蓮悟